# Моксі Маддрон
Меліса Льюїс (англ. Melissa Lewis, нар. 19 лютого 1979, Спрінгфілд, Орегон, США), відома як Моксі Маддрон (англ. Moxxie Maddron) — колишня американська порноакторка і порнопродюсерка.

## Біографія
Народилася 19 лютого 1979 року в Спрінгфілді, Орегон, США.
В порноіндустрію потрапила в 2005 році, у 26 років.
Знімалася для таких порностудій, як 3rd Degree, Brazzers, Girlfriends Films, JM Productions, Vivid Entertainment, Zero Tolerance Entertainment.
Вийшла з порноіндустрії в 2013 році, знявшись у 65 порнофільмах.

## Нагороди
- 2008 NightMoves Award — краща нова старлетка (вибір редакції)[5]